# Burning Up (Album)
Burning Up ist ein Musikalbum von Chloë Sobek und Tim Berne. Die am 17. Juni 2023 in New York City entstandenen Aufnahmen erschienen am 24. Mai 2024 auf Relative Pitch Records.

## Hintergrund
Dies ist die erste Zusammenarbeit zwischen der australischen Improvisatorin Chloë Sobek, die den Renaissance-Vorläufer des Kontrabasses, der Violone, spielt, und dem New Yorker Saxophonisten Time Berne. Sobek und Berne lernten sich erst am Tag der Aufnahme, die im Juni 2023 in der Wohnung von Berne stattfand, kennen, und Berne wusste nicht viel über Sobeks Arbeit, die oft Elektronik und Konzepte aus der Neuen Musik einbezieht. Die geringe Dynamik ihres Instruments wurde ihm erst während der Aufnahmen bewusst. Ebenso kannte Sobek, die kurz zuvor ihr Debüt-Soloalbum Apotropaic (Nice Music, 2023) veröffentlicht hatte, Bernes Werk. Die Begegnung kam durch den Relative-Pitch-Chef Kevin Reiley zustande.
Der Titel des Albums spiegelt laut Sobek „die apokalyptische Zeit“ wider, „in der wir leben“. Er hat aber auch damit zu tun, dass es viele Waldbrände in Australien gab.

## Titelliste
- Chloë Sobek, Tim Berne: Burning Up (Relative Pitch Records RPR 1183)[2]

1. Scorpius 9:21
2. Disquiet Souls 9:37
3. Icarus and the Phoenix 8:00
4. Signe 6:33
5. Burnishing 12:51

Die Kompositionen stammen von Chloë Sobek und Tim Berne.

## Rezeption

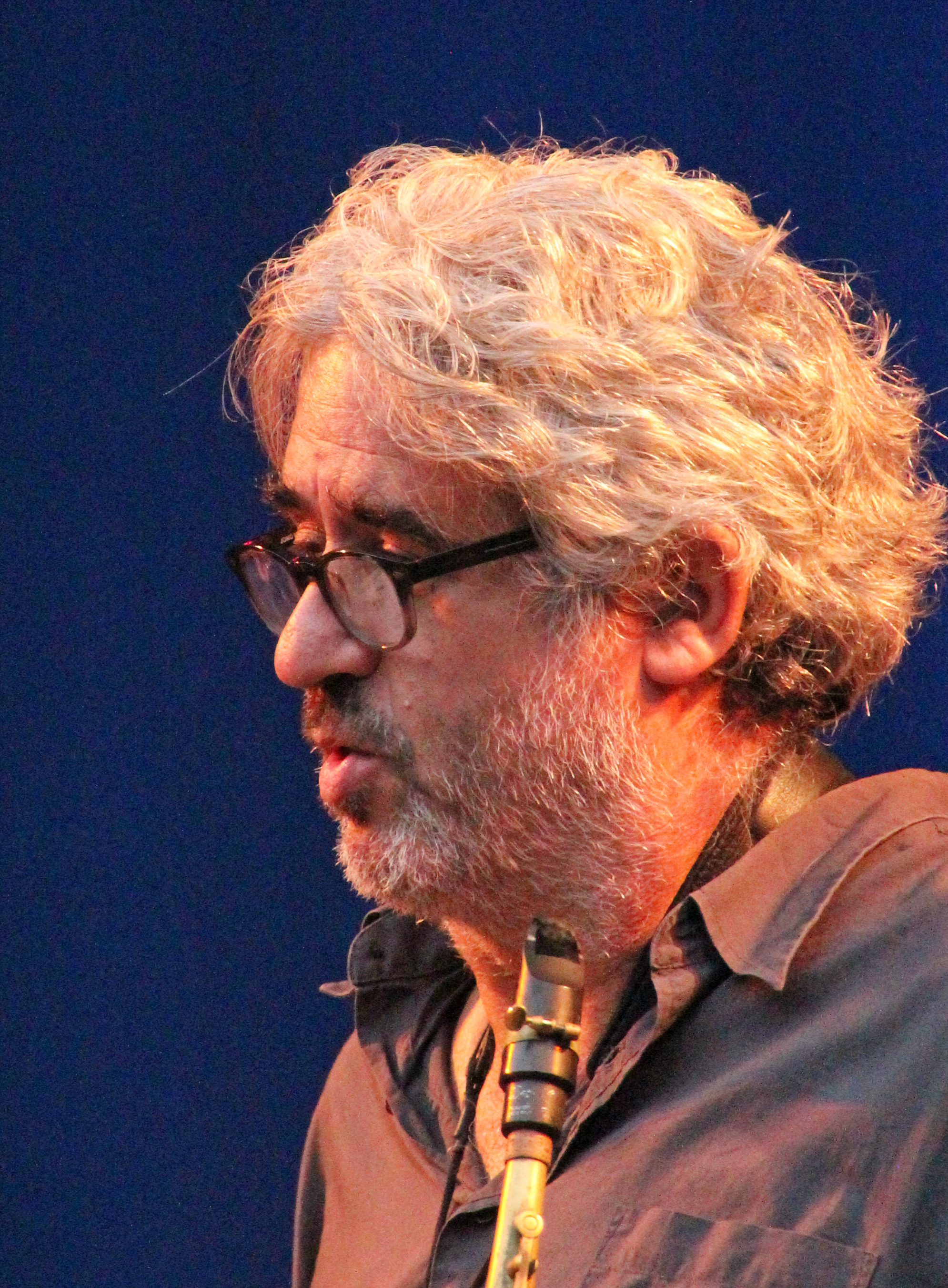
Tim Berne (2016)

Der spontane Geist dieses freien improvisierten Treffens würde wunderbar auf den neugierigen Zuhörer ausstrahlen, schrieb Eyal Hareuveni in Salt Peanuts. Es sei nicht abzusehen gewesen, wohin die Musik diese experimentierfreudigeren „Disquiet Souls“, wie das zweite Stück heißt, führen werde. Sobek und Berne würden in ihrer Begegnung sofort eine gesprächige und intime Dynamik etablieren, indem sie sorgfältig ein Register wählten, das ihre akustischen Instrumente nicht in den Schatten stellte, und verschiedene Ideenstränge erkunden. Sie tauchten hier völlig in die geheimnisvolle Kunst des Augenblicks ein. Dabei balancierten sie wunderbar zwischen einem Gefühl der Kontrolle, einschließlich einer zurückhaltenden Anwendung erweiterter Bogen- und Atemtechniken, und einem rastlosen Drang, Risiken einzugehen. Sie streifen perkussive Dialoge und flüchtige, kammermusikalische Melodien, orientieren sich jedoch nie an vertrauten Kursen, was nur kurz an frühere Duos Tim Bernes mit dem Cellisten Hank Roberts oder dem Kontrabassisten Michael Formanek erinnern würde.